# József Soproni
Dans le nom hongrois Soproni József, le nom de famille précède le prénom, mais cet article utilise l’ordre habituel en français József Soproni, où le prénom précède le nom.
József Soproni né à Sopron le 4 octobre 1930 mort le 24 avril 2021 dans la même ville, est un compositeur hongrois.

## Biographie
Il commence l'étude du piano dès  ses six ans dans sa ville natale et compose en secret dès ses douze ans. Il est admis à l'Académie Franz-Liszt et étudie la composition avec János Viski (un élève de Zoltán Kodály) de 1949 à 1956. 
De 1957 à 1972, il enseigne la théorie musicale et la composition au Conservatoire Bartok de Budapest et parallèlement à l'Académie à partir de 1962, en tant que professeur adjoint en 1968 et il est professeur d'université depuis 1974.

## Honneurs et prix
- 1974 : prix Erkel
- 1987 et 2002 : prix Béla Bartók–Pásztory
- 1999 : prix Kossuth
- 2000 : nommé citoyen d'honneur de Sopron
- 2008 : Prix Artisjus (pour Concerto de chambre II. Le prix vise à encourager l'activité des compositeurs hongrois contemporains)

## Œuvres
- Quatuor à cordes n° 1 (1958–1962)
- Sonatine pour alto et piano (1964)
- Három Verlaine-Dal [Trois Poèmes de Verlaine], pour soprano et piano (1965)
- Quatuor à cordes n° 2 (1966)
- Concerto pour alto et orchestre (1967)
- Concerto pour violoncelle et orchestre (1970)
- Quatuor à cordes n° 4 (1972)
- Symphonie no 1 (1975)
- Quattro intermezzi, pour piano (1976)
- Symphonie no 2 « Saison » (1977)
- Symphonie no 3 « Sinfonia da Requiem » (1979–1980)
- Rapszódia (Rhapsodie) pour alto et piano (1984)
- Sonate n° 1 pour violon et piano
- Sonate n° 2 pour violon et piano
- Antigone, opéra (1987)
- Symphonie no 4 (1994)
- Symphonie no 5 (1995) avec soprano solo, sur un poème de Rilke
- Quatuor à cordes n° 12 (2000)
- Concerto pour hautbois (2001)
- Aranylövés, opéra (2004)
- Symphonie no 6 (2007)

## Discographie
- Concerto pour hautbois - Lajos Lencsés, hautbois ; Orchestre symphonique de la radio SWR Stuttgart (19 septembre 1996, Hungaroton) (OCLC 173515153) Avec les concertos de Frigyes Hidas et Sándor Balassa.
- Sonate pour violon no 1 - Eszter Perényi, violon ; Gyula Kiss, piano (1999, Hugaroton) (OCLC 48573236)
- Pièces pour piano, Sonate no 14 - Mariann Ábrahám, piano (2004, 2CD Hungaroton HCD 32310-11) (OCLC 884176194)